# Union des sociétés sportives et gymniques du travail
L'Union des sociétés sportives et gymniques du travail (USSGT) est une organisation du mouvement ouvrier français ayant existé de 1925 à 1934.
Elle s'unit avec la Fédération sportive du travail s'unissent en 1934 pour former la Fédération sportive et gymnique du travail (FSCT).

## Historique
L'USSGT s'inscrit dans la lignée de la première Fédération sportive “ouvrière” en France, la Fédération sportive athlétique socialiste (FFAS, fondée officiellement le 1er janvier 1909 et devenue Fédération sportive des sports et gymnastique en 1913 et enfin Fédération sportive du travail en 1919), qui valorise la pratique sportive ouvriériste en opposition aux patronages sportifs catholiques.
En 1929, le Belge Franz Vansdermissen, reprenant les statistiques de l’ISOS, accordait à l’USSGT une soixantaine d’associations groupant 2 800 masculins, 250 féminines et 692 pupilles, soit 4 002 membres. Pourrait s'y ajouter le sport ouvrier alsacien, mieux structuré qui pourrait compter de 20 000 licenciés au sein de 200 clubs. 
Le communisme français voit l'émergence de la Fédération sportive du travail sous l'impulsion notamment de Jacques Doriot. La rivalité entre la SFIO et la SFIC entraîne la création en 1925 de l’Union des Sociétés sportives et gymniques du travail (USSGT). La montée du péril fasciste favorise un mouvement de rapprochement des organisations de gauche, conduisant à la fondation en décembre de la Fédération sportive et gymnique du travail, unifiant la FST et l'USSGT.
La FST connaît par la suite un fort essor, notamment sous le gouvernement du Front populaire, profitant de l'engouement suscité par les mesures du ministre des sports Léo Lagrange, pour atteindre 120 000 membres en 1938, loin des 6 000 membres de l'USSGT et des 12 000 membres de la FST au moment de leur unification. 